# Soft Cell
Soft Cell es un dúo de música británico, fundado en 1978 en Leeds por el vocalista Marc Almond y el teclista Dave Ball, ambos compositores. El dúo fue popular durante principios de la década de los 80. Fue uno de los primeros exponentes de synthpop del Reino Unido.
El grupo es conocido especialmente por su versión del sencillo de Gloria Jones "Tainted Love", lanzado en 1981 y un éxito a nivel mundial. En su natal Reino Unido, el grupo logró 12 éxitos Top 40, que incluyó Tainted Love, Torch, Say Hello, Wave Goodbye; Whatǃ, y Bedsitter, todos ellos pertenecientes a su exitoso álbum Non-Stop Erotic Cabaret, que también estuvo entre sus 4 álbumes Top 20 en ese país.[cita requerida]
El dúo trabajó de forma continua hasta 1984, cuando se separó. En el 2001 anunciaron su reunión para grabar un nuevo álbum y lanzar una gira por el Reino Unido, pero volvió a disolverse en el 2003. En el 2018, se reunió por segunda vez, y ha mantenido su formación original hasta la fecha, grabando y tocando en vivo con frecuencia, anunciando un nuevo álbum y su consecuente gira para 2022.

## Historia
El dúo se formó en la ciudad de Leeds, Inglaterra, en octubre de 1979 por iniciativa de Marc y Dave, estudiantes del Leeds Polytechnic, que producían música para representaciones teatrales.[cita requerida]
En junio de 1981, el duo lanzó el sencillo Tainted Love, que los llevó a la fama internacional, y que se convirtió en la canción más exitosa y conocida de Soft Cell. Ese mismo año lanzaron su primer álbum Non-stop Erotic Cabaret, que también fue un éxito de ventas. En Estados Unidos, sin embargo, el álbum tuvo problemas con las autoridades dada su temática explícitamente sexual.
En 1982 lanzaron el EP de remixes Non-Stop Ecstatic Dancing. En 1983 editaron The Art of Falling Apart, y en diciembre de ese mismo año, por mutua decisión, el grupo se disuelve. En 1984 se lanzó This last night in Sodom sin que existiese ya Soft Cell. Después de su desaparición, Marc Almond inició su carrera solista y Dave Ball participó en algunos proyectos musicales, pero sin la fama de su excompañero de grupo.
En 1991 Soft Cell se reunió brevemente para regrabar algunos de sus éxitos, como Tainted love. En el año 2001 sus integrantes activaron el grupo, recomenzaron sus conciertos y en 2002 fue lanzado su primer álbum en 18 años, titulado Cruelty without beauty. En el 2003 fue lanzado el álbum Live de lo que fueron sus conciertos para promocionar Cruelty without beauty.
El 11 de octubre de 2021 el duo anunció el lanzamiento de un nuevo álbum, Happiness Not Included y lanzaron el sencillo promocional Bruises my Illusion.

## Integrantes
- Marc Almond (Peter Marc Sinclair Almond), nacido el 9 de julio de 1957 en Southport Inglaterra, en la voz.
- Dave Ball, nacido en Salford, Gran Mánchester, el 3 de mayo de 1959, en los sintetizadores.

## Discografía

### Álbumes de estudio
- Non-stop Erotic Cabaret (1981)
- The art of falling apart (1983)
- This last night in Sodom (1984)
- Cruelty without beauty (2002)
- Happiness Not Included (2022)

### Sencillos
- Tainted love/Where did our love go?

- Bedsitter

- Say hello, wave goodbye

- Where the heart is

- Numbers/Barriers

- Soul inside

- Mutant moments
- Down in the subway

- Say hello, wave goodbye '91

- Tainted love '91

- Monoculture
- The Night
- Bruises my Illusion